# Syllepte butlerii
Syllepte butlerii is een vlinder uit de familie van de grasmotten (Crambidae), uit de onderfamilie van de Spilomelinae. De wetenschappelijke naam van deze soort is voor het eerst voorgesteld als Botys butlerii door Hermann Dewitz in een publicatie uit 1881.
De lengte van de voorvleugel bedraagt ongeveer 16 millimeter.
De soort komt voor in tropisch Afrika waaronder Mali, Sierra Leone, Liberia, Kameroen, Equatoriaal Guinee, Congo-Kinshasa, Angola en Zambia..